# Aragominas
Aragominas is een gemeente in de Braziliaanse deelstaat Tocantins. De gemeente telt 5.555 inwoners (schatting 2009).